# Pachychlamys (Bulbophyllum)
Pachychlamys es una sección del género Bulbophyllum perteneciente a la familia de las orquídeas.
Caracterizado por los 2 pseudobulbos con raquis recurvados que es más carnosa que la parte superior del pedúnculo, las flores muy carnosas y las vainas de los pseudobulbos jóvenes a menudo son también muy carnosas, duras y largas.

## Especies
1. Bulbophyllum molossus Rchb. f. 1888 Madagascar
2. Bulbophyllum pachypus Schltr. 1925